# 慕璝
慕璝，（？—436年），為4－6世紀建立之吐谷渾第十任統治者，他為烏紇提之子，威王阿豺同母異父弟，承襲阿豺擔任首領，在位期間為426年-436年。
426年，从兄阿豺卒，慕璝继立为王。他南结刘宋、北交北凉、夏国，被赫连定封为河南王。招集秦州、凉州亡业之人，部众转盛。和北凉沮渠蒙逊联合攻打西秦，西秦迁居到陇西，他占据西秦之地。431年，击败夏军，俘虏夏国皇帝赫连定，灭夏国。向北魏告捷，把赫连定送到北魏国都平城（今山西大同）报捷，被魏太武帝封为大将军、西秦王。432年，朝贡刘宋，宋文帝封他为陇西王，于是归还夏国俘虏的南朝将士。436年死后，北魏赐谥号惠王，弟弟慕利延即位。

## 子
- 元绪，慕璝死后，魏太武帝任命元绪为抚军将军[1]
- 被囊

| 前任： 阿豺 | 吐谷渾首領 在位期間426年-436年 | 繼任： 慕利延 |